# Центральный универмаг (Ростов-на-Дону)
Центральный универмаг — здание, которое расположено по улице Большая Садовая, дом 46/30 в Ростове-на-Дону. Принадлежит к числу объектов культурного наследия регионального значения согласно Постановлению Главы Администрации Ростовской области № 411 от 09.10.1998 года (в редакции Постановления Руководства Ростовской области 27.11.2014 № 495). Поставлено на государственную охрану под своим прежним названием — как доходный дом Г. Г. Пустовойтова.

## История
Дом, в котором находится Ростовский центральный универмаг, в начале XX века был известен в городе как торговый дом Г. Г. Пустовойтова— по фамилии судовладельца и городского мецената, на средства которого дом был построен в 1910 году. Строительство велось по проекту архитектора Е. М. Гулина.
Торговый дом располагался в исторической части города, на пересечении двух основных магистралей — улицы Большой Садовой и проспекта Буденновского. С самого начала было известно, что этот дом будет сдаваться в аренду для нужд разных заведений и учреждений. В строении размещалась гостиница «Лондон» и отель «Центральный», ювелирный и часовой магазин А. Гирштейна. В старой части Ростовского универмага был филиал фирмы «Проводник», центральный офис которой находился в Риге.
В советские времена в доме действовала научная библиотека Северо-Кавказского университета. В 1940-х годах оно было разрушено и восстановлено в 1949 году по проектам архитекторов П. С. Калашникова и Г. А. Петрова. В 1965 году появилось дополнительное крыло по проекту архитектора Лихобабина.
В XXI веке в помещении бывшего торгового дома Пустовойтова находится Ростовский центральный универмаг, общая площадь которого составляет более 4000 квадратных метров. Была проведена реконструкция универмага, увеличена площадь за счет уменьшения складских помещений, введены в эксплуатацию дополнительные помещения.

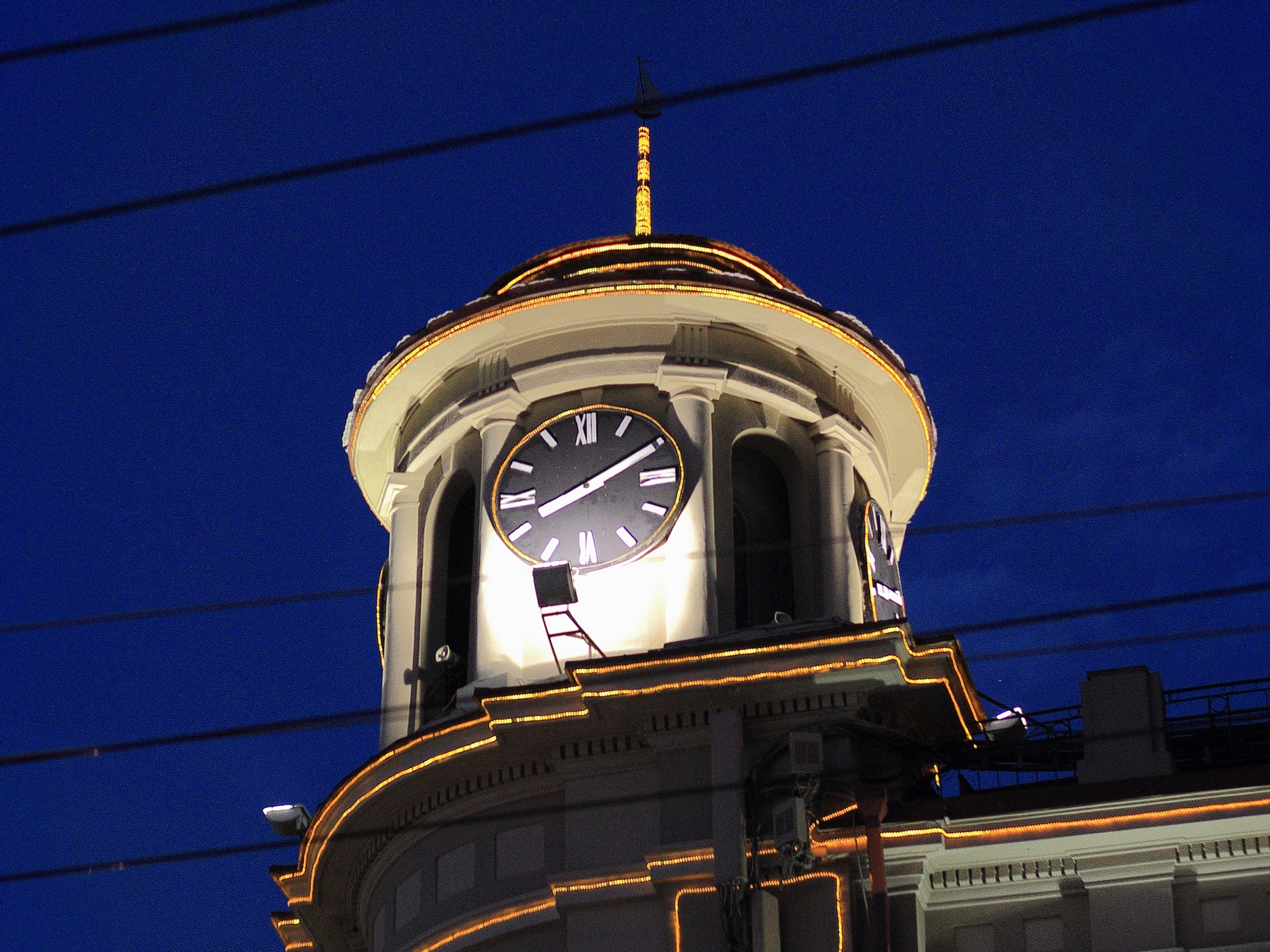
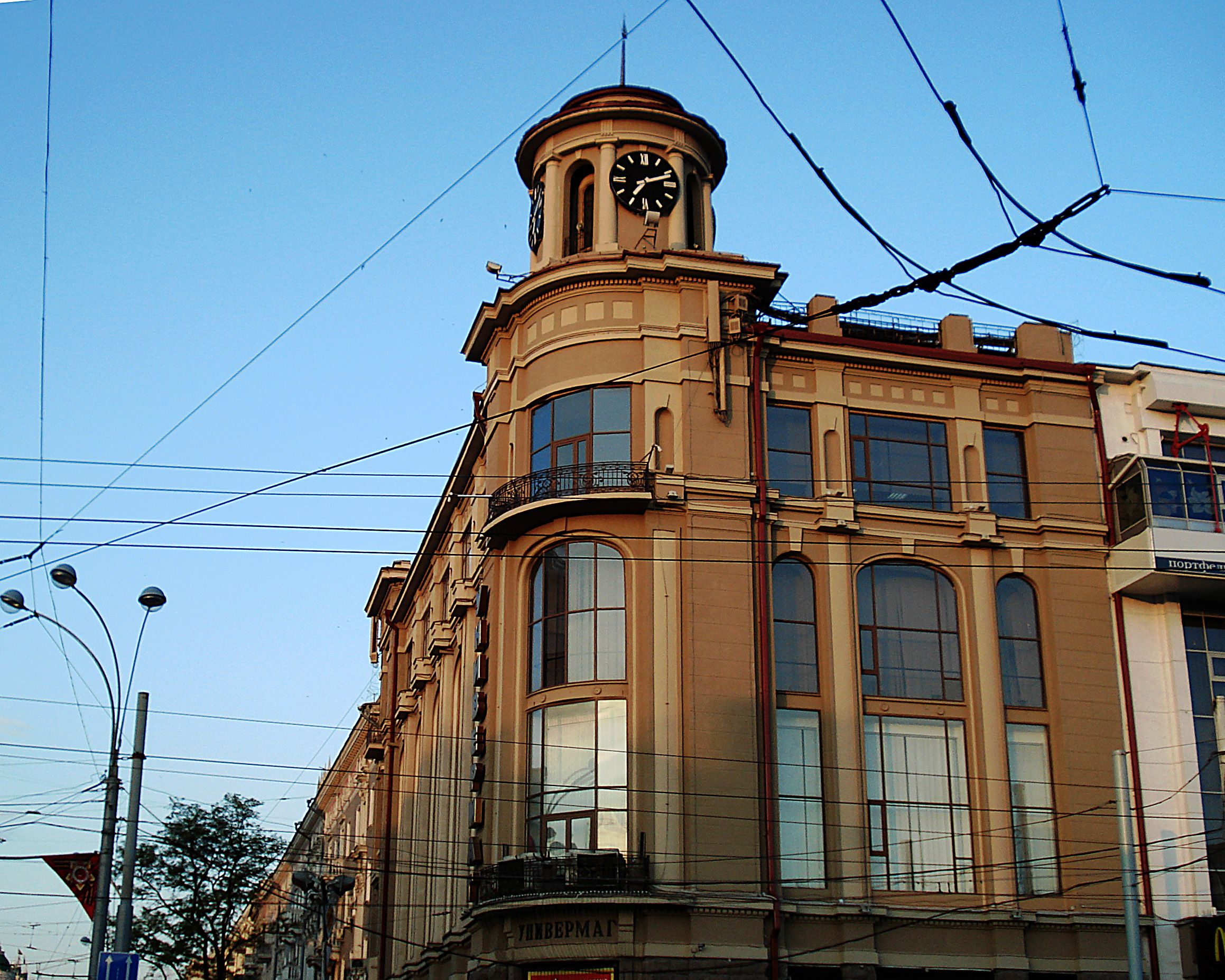
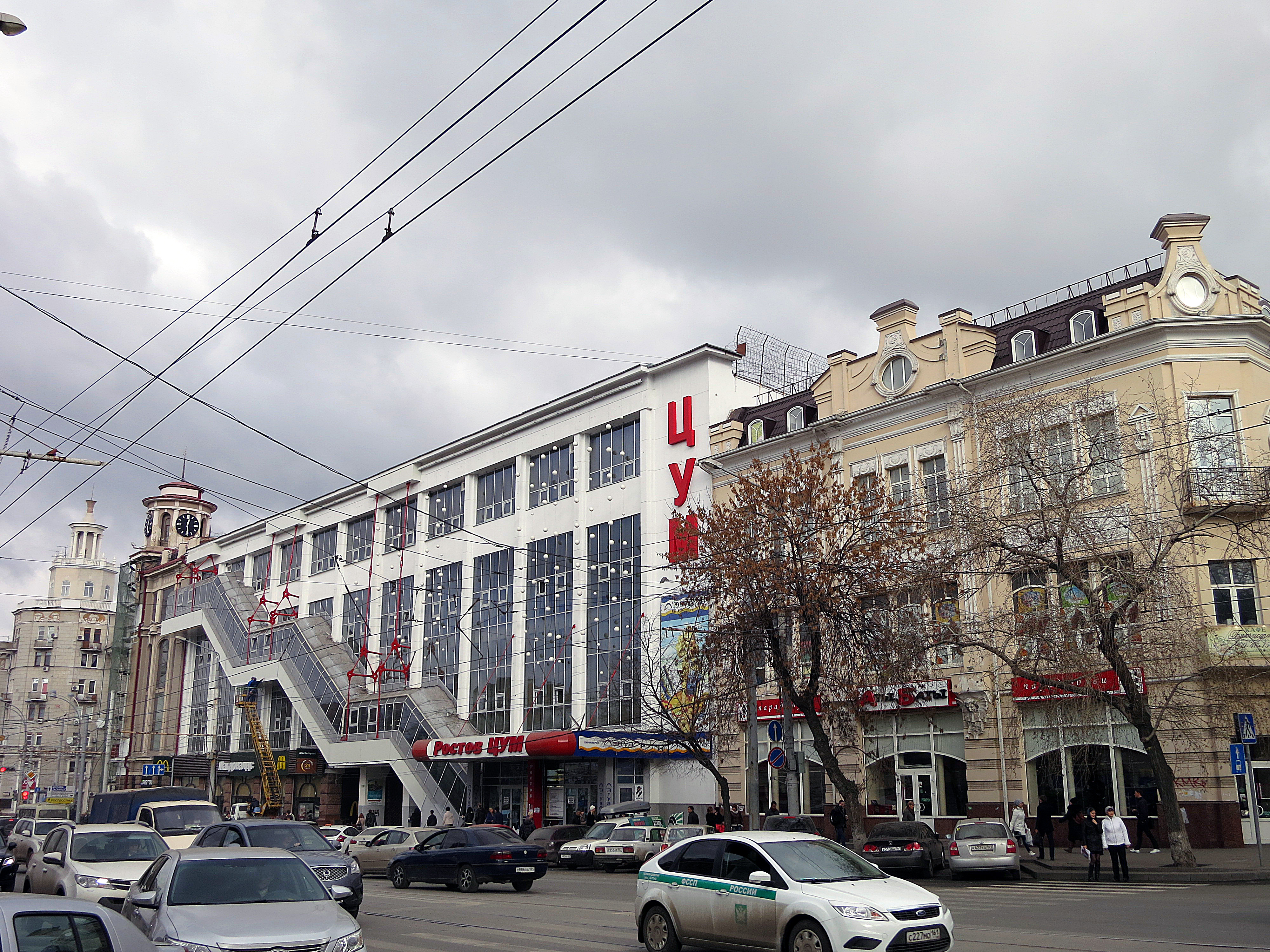

## Описание
Дом в стиле модерн с характерными для этого стиля оконными элементами. В доме есть нулевой, первый, второй, третий и четвертый этажи. На момент строительства это было одно из самых больших строений в городе.